# Alan Vega
Alan Vega, właśc. Boruch Alan Bermowitz (ur. 23 czerwca 1938 w Nowym Jorku, zm. 16 lipca 2016 tamże) – amerykański piosenkarz i muzyk.
W 1970 założył wraz z Martinem Revem punkrockową grupę Suicide i razem nagrali 5 albumów. Uznawani są za prekursorów współczesnej muzyki elektronicznej. Alan Vega był również malarzem. Zmarł we śnie 16 lipca 2016.

## Dyskografia

### Albumy
- Alan Vega (1980)
- Collision Drive (1981)
- Saturn Strip (1983) z Ric Ocasek & Al Jourgensen
- Just a Million Dreams (1985)
- Deuce Avenue (1990) z Liz Lamere
- Power on to Zero Hour (1991) z Liz Lamere
- New Raceion (1993) z Ric Ocasek & Liz Lamere
- Dujang Prang (1995) z Liz Lamere
- Getchertikitz (1996) z Ric Ocasek & Gillian McCain
- Cubist Blues (1996) z Alex Chilton & Ben Vaughn
- Endless (1998) z Pan Sonic jako Vainio Väisänen Vega
- Righteous Lite™ (1998) ze Stephen Lironi jako Revolutionary Corps of Teenage Jesus
- Re-Up (1999) z Étant Donnés, Lydia Lunch i Genesis P-Orridge
- Sombre (1999)
- 2007 (1999) z Liz Lamere
- Resurrection River (2004) z Pan Sonic jako VVV
- Station (2007) z Liz Lamere
- Sniper (2010) z Marc Hurtado (Étant Donnés)